# Neundorf auf dem Eigen
Neundorf auf dem Eigen ist ein Ort in der sächsischen Oberlausitz und ein Ortsteil der Stadt Herrnhut. Das Ortsbild des Dorfes ist geprägt von Drei- und Vierseithöfen und einigen freistehenden Linden, wie etwa der Lutherlinde von 1883. Der Namenszusatz bezieht sich auf die historische Landschaft Eigen in der Oberlausitz.

## Lage
Der Ort liegt am nördlichen Rand einer Wiesenniederung, auf dieser vereinigen sich mehrere Rinnsale zu einem Quellarm des Erlichbachs. Das Dorf selbst liegt knapp vier Kilometer östlich von Herrnhut und knapp zwei Kilometer nordöstlich von Großhennersdorf entfernt im südlichen Teil des Landkreises Görlitz. Nordöstlich von Neundorf liegt der Kleine Nonnenwald, in dem ein Quellarm des Buschbachs entspringt.
Umliegende Orte sind Rennersdorf/O.L. im Nordwesten, Dittersbach auf dem Eigen im Osten, Schlegel im Südosten, Heuscheune im Süden, Großhennersdorf im Südwesten und Herrnhut im Westen.

## Geschichte
Der als Waldhufendorf gegründete Ort findet 1283 erstmals Erwähnung als media villa nuendorph bei einer Streitigkeit zwischen dem Kloster Celle und einem Bewohner Bautzens. Später wurde der Ort vom Bistum Meißen den Rittern von Vesta-Kamenz zum Lehen und später als Eigentum gegeben. Diese wiederum verlehnten das Dorf an die Familie von Heinrichsdorf, welche bereits das Rittergut Großhennersdorf besaß. 1407 gelangte der als Nuendorff bekannte Ort in den grundherrschaftlichen Besitz des Klosters St. Marienstern und wurde dadurch ein Teil des Eigenschen Kreises. Das Dorf blieb bis 1856 im Besitz des Klosters, danach wurden Recht und Verwaltung durch den Staat übernommen.

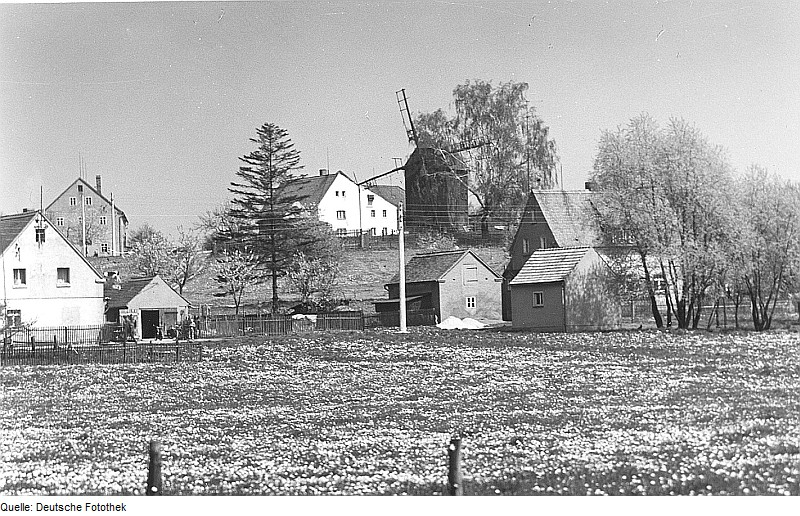
Neundorf mit Günther-Mühle, 1971

Wie auch in anderen Dörfern der Oberlausitz gab es in Neundorf Mühlen, so wird etwa die heutige Günther-Mühle 1802 erstmals in den Kirchenbüchern von Bernstadt erwähnt. Neben Bauern und Handwerkern hatten sich zu dieser Zeit auch viele Weber in Neundorf angesiedelt. Ab Mitte des 19. Jahrhunderts ging die Hausweberei aber mit der einsetzenden Industrialisierung stark zurück und dadurch auch die Einwohnerzahl, da es viele Menschen in die Städte zog.
Am 1. April 1938 verlor Neundorf seine Eigenständigkeit, der Ort wurde in die Gemeinde Großhennersdorf eingegliedert. 1958 beteiligten sich die ersten Neundorfer Bauern an einer frühen landwirtschaftlichen Produktionsgenossenschaft, die 1960 in der LPG Typ I Am Windmühlenberg aufging. Bis 1990 war Neundorf daher stark landwirtschaftlich geprägt. Nach der Wiedervereinigung blühte das Vereinsleben im Ort wieder auf, so wurde etwa der Bockwindmühlenverein Neundorf auf dem Eigen e. V. gegründet, der sich den Wiederaufbau und den Erhalt der Günther-Mühle zum Ziel gesetzt hat.

### Einwohnerentwicklung
| Jahr      | 1600 | 1777 | 1834 | 1840 | 1846 | 1849 | 1871 | 1890 | 1910 | 1925 | 2010 | 2011 |
| Einwohner | 80   | 205  | 454  | 448  | 460  | 430  | 428  | 350  | 323  | 289  | 164  | 170  |

1600 lebten in Neundorf 16 besessene Mann, man kann daher eine Einwohnerzahl von etwa 80 Personen annehmen. 1777 war die Zahl der besessenen Mann nur noch sechs, dagegen betrug die Anzahl der Kleinbauern 19 und die der Häusler 36. Ab Mitte des 19. Jahrhunderts fiel die Einwohnerzahl Neundorfs beständig ab. Verantwortlich hierfür ist der Rückgang der Hausweberei und die einsetzende Industrialisierung, durch die viele Menschen in die Städte zogen, um dort Arbeit zu finden.

### Ortsname
Ortsnamensformen von Neundorf sind unter anderem media villa nuendorph (1283), Nuwendorf (1374/82), Nuendorff, gelegen bei Bernstorff (1407), Newdorff (1470), Neundorf (1768) und Neundorf b. Eigen (1875).